# Piazza del Plebiscito
Piazza del Plebiscito (italienische Aussprache: [ˈpjattsa del plebiʃˈʃiːto]; neapolitanisch Chiazza d''o Plebbiscito) ist ein großer öffentlicher Platz im Zentrum von Neapel, Italien.

## Geschichte
Der Platz wurde nach der Volksabstimmung am 21. Oktober 1860 benannt, die Neapel unter dem Haus Savoyen in das Vereinte Königreich Italien „Risorgimento“ brachte. Der Platz befindet sich in der Nähe des Golfs von Neapel und wird vom Palazzo Reale und der Kirche San Francesco di Paola begrenzt.
In den ersten Jahren des 19. Jahrhunderts plante Joachim Murat, König von Neapel und Schwager Napoleons, mit der Gestaltung des Platzes und des diesen im Westen abschließenden Gebäudes eine Huldigung an den Kaiser zu schaffen. Später setzte Ferdinand I. den Bau fort, ließ aber das fertige Gebäude in die heute bestehende Kirche umwandeln. Er widmete sie dem Heiligen Franziskus von Paola, der im 15. Jahrhundert in einem Kloster an dieser Stelle gelebt hatte. Die Kirche erinnert an das Pantheon in Rom. Der Fassade ist ein Portikus mit sechs ionischen Säulen und zwei Pfeilern vorgesetzt. Im Inneren ist die Kirche kreisförmig mit zwei Seitenkapellen. Die Kuppel ist 53 Meter hoch.
1963 verwandelte die Stadtverordnung den Platz in einen öffentlichen Parkplatz, um der unkontrollierten Zunahme von Autos in der Stadt entgegenzuwirken. Der Platz wurde somit entstellt. Neben dem Parkplatz gab es unter anderem auch einen weitläufigen Parkplatz für Busse in der Nähe der Straße und gegen Ende des Jahres sogar einen großen Platz für den Bau der Straßenbahnen. Anlässlich des G7-Gipfels 1994 wurde der Platz neu eingeweiht, wobei zunächst der Asphalt der Straße hinter dem Königspalast durch die traditionelleren Pflastersteine ersetzt und dann die Fußgängerzone errichtet wurde.
Gelegentlich wird der Platz für Open-Air-Konzerte genutzt. Zu den Künstlern, die hier aufgetreten sind, gehören bekannte italienische und neapolitanische Künstler wie Franco Battiato und Pino Daniele sowie internationale Stars wie Elton John, Maroon 5 und Muse. Im Mai 2013 gaben Bruce Springsteen & The E-Street Band ein Konzert vor Ort.

## Galerie

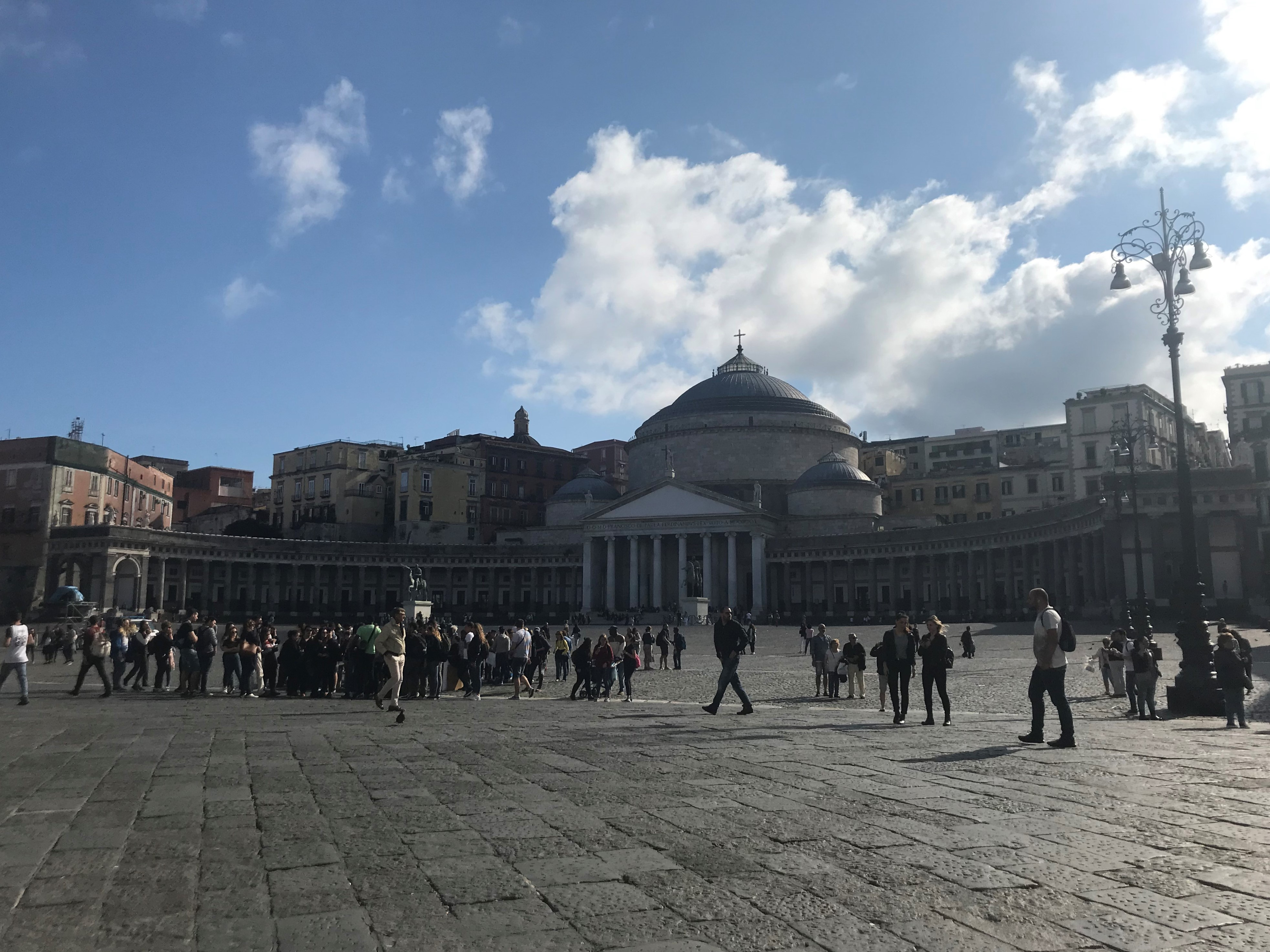
Sicht von Piazza Trieste e Trento
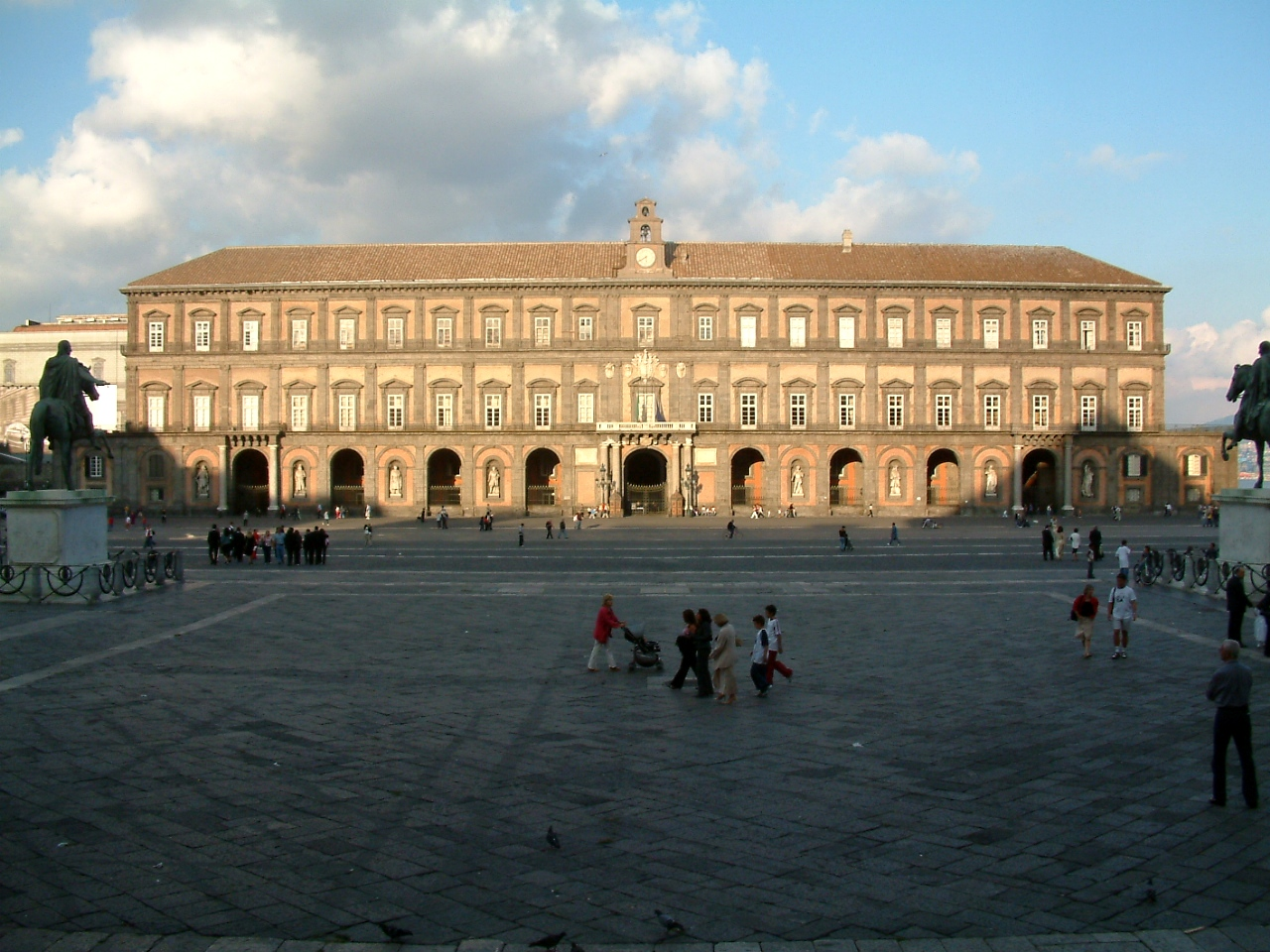
Platz mit Palazzo Reale
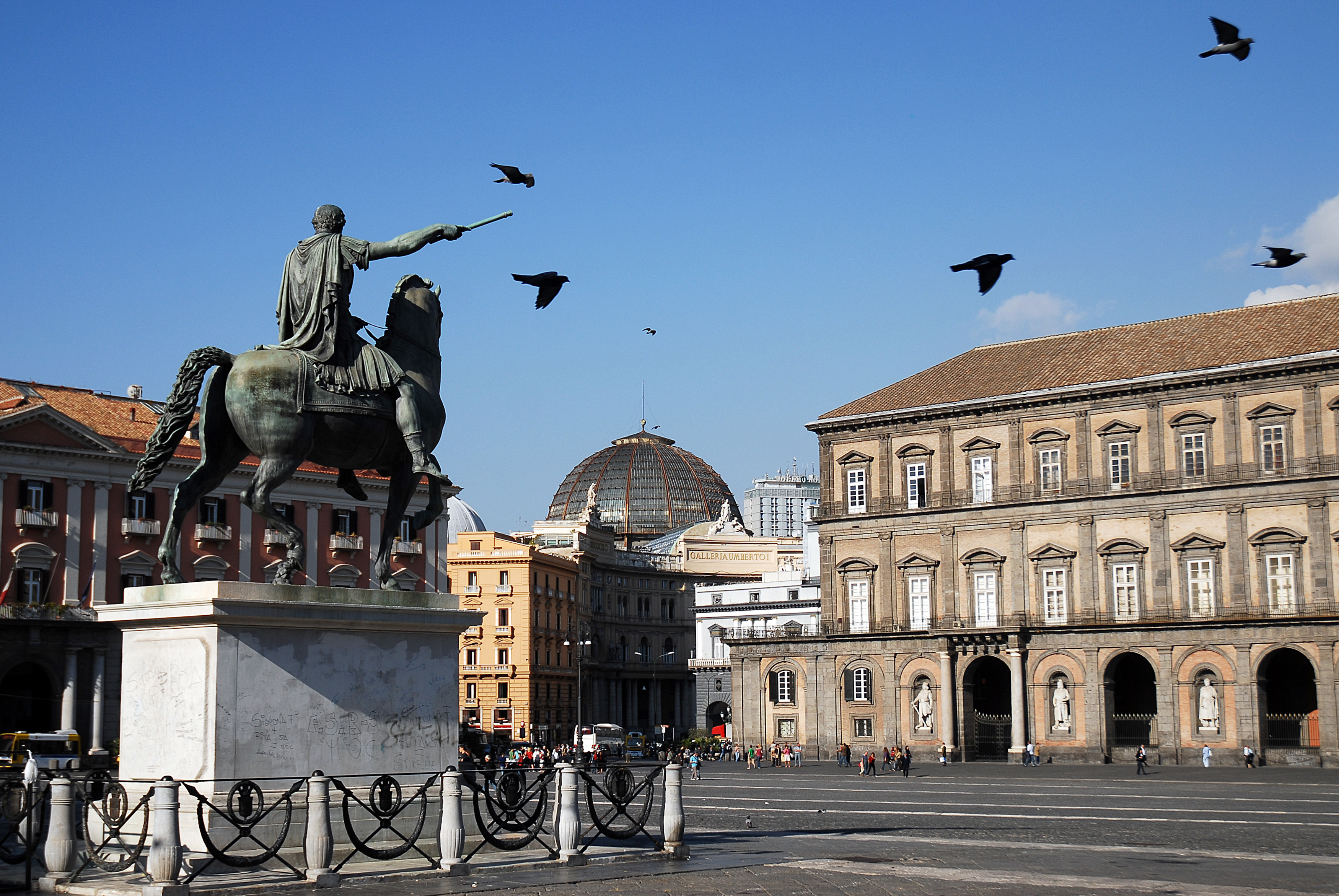
Statue von Karl III.
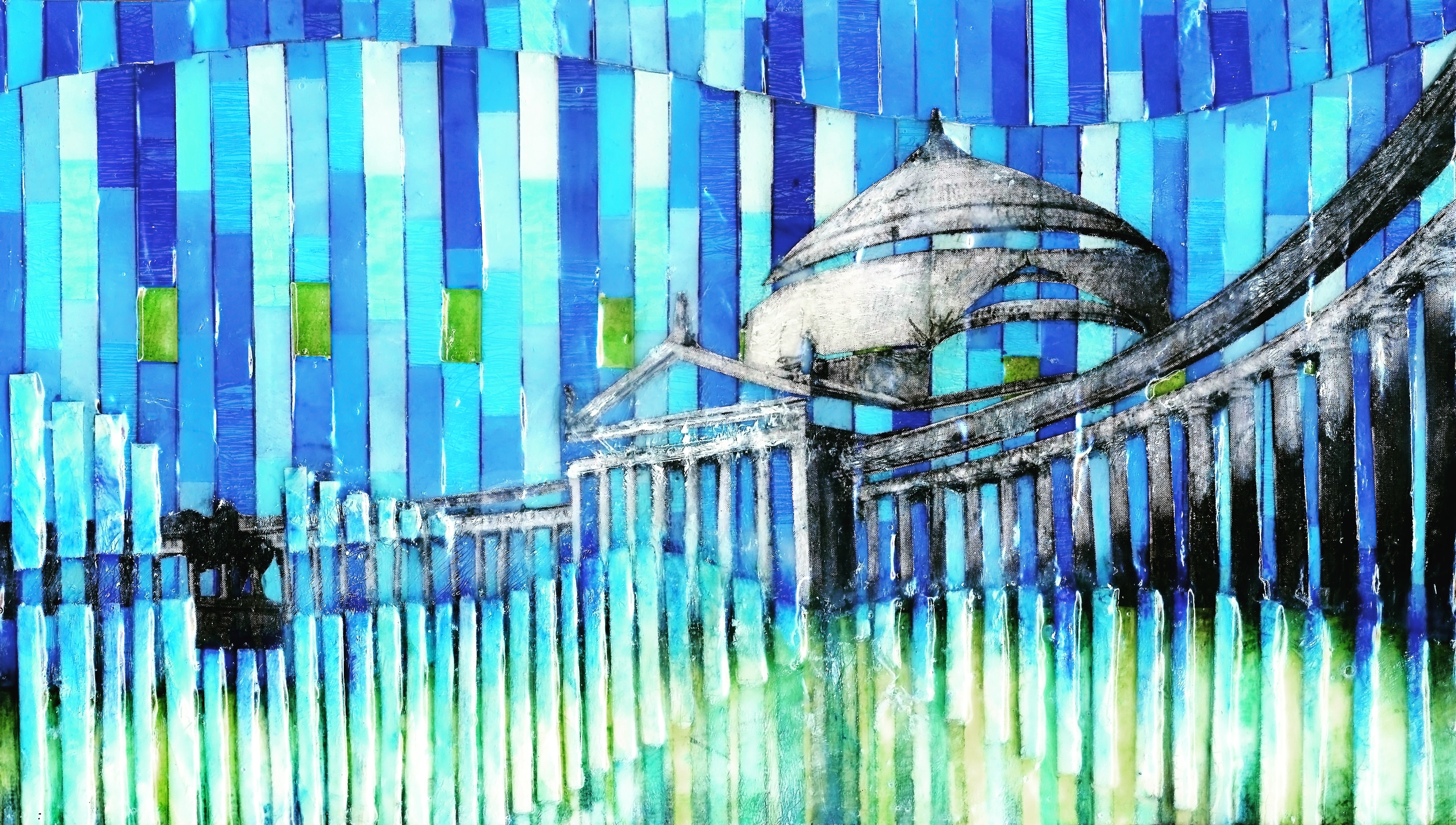
Zeichnung von Giovanni Guida